# Les Culots
Les Culots est un lieu-dit dans la commune de Braine-L'Alleud sis le long de l'actuelle rue de Bois-Seigneur-Isaac dans l'ancienne commune d'Ophain-Bois-Seigneur-Isaac, prenant la rue des Culots, la rue Castors, la rue de Bois-Seigneur-Isaac et une partie de la rue de Bertinchamps menant à la Ferme Bertinchamps.

## Divers
En 1946, Les Culots est témoin d'une fusillade. Un ancien gendarme y est abattu.
En 2006, un RIQ (réseau d'information de quartier) est créé. Ce RIQ couvre une centaine de maisons.